# 理想数
在数论中，理想数是在某个数域的整数环中表示一个理想的代数数。理想数的概念由恩斯特·库默尔首先引进，并导致理查德·戴德金发展出环的理想的概念。一个整环中的理想被称作主理想当且仅当它是由某个元素的所有倍数组成。
根据主理想化定理，一个代数数域中的整环中的所有非主理想的理想在数域扩张成为一个希尔伯特类域时都会成为一个主理想。这表示存在一个类域中的整环中的元素 {\displaystyle a}，其为一个理想数，即使得 {\displaystyle a} 与类域中的整环中元素相乘得到的倍数与原来数域的交集就是原来的非主理想。

## 性质
举例来说，设 y 为方程 y2 + y + 6 = 0 的根，则扩域{\displaystyle \mathbb {Q} (y)}中的整数环为 {\displaystyle \mathbb {Z} [y]}，即所有 a + by 形式的数，其中a 和 b 为一般的整数。环中一个非主理想的例子是 {\displaystyle \left\{2a+yb\ |\ (a,b)\in \mathbf {Z} ^{2}\right\}}，但这个理想的立方为主理想。实际上这个环的理想类群是一个3阶的循环群。与此对应的类域是添加方程w3 − w − 1 = 0的根 w 到{\displaystyle \mathbb {Q} (y)}而获得的扩域：{\displaystyle \mathbb {Q} (y,w)}。非主理想  2a + yb 的一个理想数是 {\displaystyle \iota =(-8-16y-18w+12w^{2}+10yw+yw^{2})/23}。由于满足 {\displaystyle \iota ^{6}-2\iota ^{5}+13\iota ^{4}-15\iota ^{3}+16\iota ^{2}+28\iota +8=0}，它是一个代数整数。 
类域的整数环中的所有乘以 ι 会得到{\displaystyle \mathbb {Z} [y]}中元素的元素都具有 aα + bβ 的形式，其中
{\displaystyle \alpha =(-7+9y-33w-24w^{2}+3yw-2yw^{2})/23}，
{\displaystyle \beta =(-27-8y-9w+6w^{2}-18yw-11yw^{2})/23.}。
α 和 β 也是代数整数，满足：
{\displaystyle \alpha ^{6}+7\alpha ^{5}+8\alpha ^{4}-15\alpha ^{3}+26\alpha ^{2}-8\alpha +8=0\,}
和
{\displaystyle \beta ^{6}+4\beta ^{5}+35\beta ^{4}+112\beta ^{3}+162\beta ^{2}+108\beta +27=0\,}
同时，将 aα + bβ 乘以理想数 ι 后就会得到非主理想 2a + by。

## 历史
库默尔首先在1844年发表了分圆域中唯一分解定理不成立的性质。1847年，文章在约瑟夫·刘维尔的杂志上发表。在接下来的1846年和1847年里，库默尔发表了他的主要定理：理想素数的唯一分解定理。
库默尔的理想数概念在其后的四十年间被克罗内克和戴德金独立地发展。戴德金在试图直接推广理想数概念时遇到了巨大的困难，最终导致他发展出了模理论和理想论。克罗内克则深化了型理论（二次型的推广）和因子理论来解决。戴德金的理论发展成了后来的环论和抽象代数，而克罗内克的理论则成为了代数几何中的有力工具。